# Мітчеллвілл (Теннессі)
Мітчеллвілл (англ. Mitchellville) — місто (англ. city) в США, в окрузі Самнер штату Теннессі. Населення — 163 особи (2020).

## Географія
Мітчеллвілл розташований за координатами 36°38′3″ пн. ш. 86°32′24″ зх. д. / 36.63417° пн. ш. 86.54000° зх. д. (36.634036, -86.540018).  За даними Бюро перепису населення США в 2010 році місто мало площу 1,35 км², уся площа — суходіл.

## Демографія
Згідно з переписом 2010 року, у місті мешкало 189 осіб у 64 домогосподарствах у складі 51 родини. Густота населення становила 140 осіб/км².  Було 76 помешкань (56/км²).
Расовий склад населення:
| - 97,9 % — білих - 1,6 % — чорних або афроамериканців |

До двох чи більше рас належало 0,0 %. Частка іспаномовних становила 3,2 % від усіх жителів.
За віковим діапазоном населення розподілялося таким чином: 24,9 % — особи молодші 18 років, 61,9 % — особи у віці 18—64 років, 13,2 % — особи у віці 65 років та старші. Медіана віку мешканця становила 39,5 року. На 100 осіб жіночої статі у місті припадало 122,4 чоловіків;  на 100 жінок у віці від 18 років та старших — 111,9 чоловіків також старших 18 років.
Середній дохід на одне домашнє господарство  становив 43 651 долар США (медіана — 36 250), а середній дохід на одну сім'ю — 53 431 долар (медіана — 43 750). Медіана доходів становила 33 125 доларів для чоловіків та 30 313 долари для жінок. За межею бідності перебувало 13,7 % осіб, у тому числі 20,0 % дітей у віці до 18 років та 4,8 % осіб у віці 65 років та старших.
Цивільне працевлаштоване населення становило 75 осіб. Основні галузі зайнятості: виробництво — 32,0 %, транспорт — 12,0 %, освіта, охорона здоров'я та соціальна допомога — 12,0 %.